# Île Ilak
L'île Ilak (en aléoute : Iilax̂)  est une île du groupe des Îles Delarof appartenant aux îles Aléoutiennes en Alaska (États-Unis).

## Histoire
Le 13 août 1944, en pleine seconde guerre mondiale, un bombardier Consolidated B-24 Liberator piloté par Corbin Terry, de retour de mission, atterrit en urgence sur cette île. L'équipage est secouru par un navire de la United States Navy.